# Towle-Gletscher
Der Towle-Gletscher ist ein Gletscher in der Convoy Range im ostantarktischen Viktorialand. Er fließt in nordöstlicher Richtung zwischen den Gebirgskämmen Eastwind Ridge und Elkhorn Ridge zum Fry-Gletscher.
Die neuseeländische Nordgruppe der Commonwealth Trans-Antarctic Expedition (1955–1958) kartierte ihn 1957 und benannte ihn nach der USNS Private John R. Towle, einem Frachtschiff der US-Verbände im McMurdo-Sund, welcher im Dezember 1956 einen Großteil der Vorräte der Nordgruppe transportierte.